# Deportação dos tártaros da Crimeia

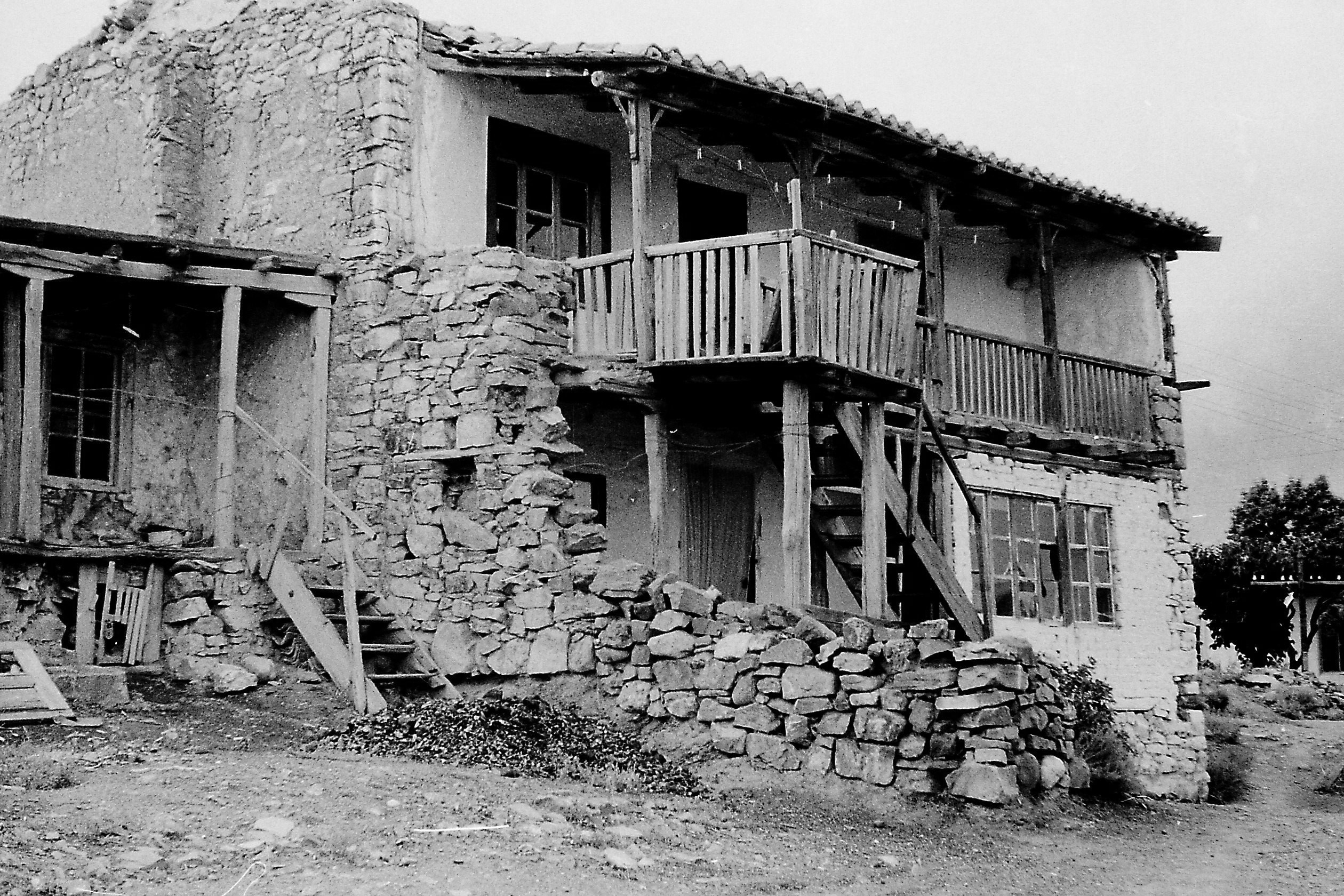
Uma casa destruída na Crimeia, pertencente a uma família de tártaros.

A Deportação dos tártaros da Crimeia (tártaro Qırımtatar sürgünligi; ucraniano Депортація кримських татар; russo Депортация крымских татар) foi um processo de limpeza étnica de mais de 191 mil  Tártaros da Crimeia, que aconteceu entre 18 e 20 de maio de 1944. Foi executado por Lavrentiy Beria, chefe da segurança nacional e polícia secreta soviética, seguindo ordens de Joseph Stalin. Entre os tártaros, é conhecida como Sürgünlik ("exílio").
Sob o pretexto da suposta colaboração dos tártaros da Crimeia com os nazistas durante a ocupação nazista da Crimeia entre 1941 a 1944 (embora o percentual de colaboradores dos tártaros da Crimeia não são visivelmente diferentes daqueles em outros grupos étnicos) o governo soviético decidiu a expulsão total do povo tártaro da Crimeia.

As deportações começaram em 17 de maio de 1944, em todas as localidades povoadas da Crimeia. Mais de 32 000 tropas do NKVD participaram da ação. Cerca de 193.865 tártaros da Crimeia foram deportados, dos quais 151 136 para República Socialista Soviética do Usbequistão, 8 597 para a República Socialista Soviética Autónoma de Mari, 4 286 para a República Socialista Soviética do Cazaquistão, e o restante (29 486) para vários oblasts da República Socialista Soviética Federativa da Rússia.

Símbolo do aniversário da deportação dos tártaros da Crimeia

Entre maio e novembro de 1944, 10 105 tártaros da Crimeia morreram de fome na República Socialista Soviética do Usbequistão (7% dos deportados por essa república). Cerca de 30 000 (20%) morreram no exílio para o próximo ano e meio, de acordo com dados da NKVD (46% de acordo com dados dos ativistas dos tártaros da Crimeia). Devido à fome, sede e doença, cerca de 45% do total da população morreu no processo de deportação. De acordo com informações dos dissidente soviéticos, muitos tártaros da Crimeia foram obrigados a trabalhar nos projetos de grande escala realizados pelo sistema soviético dos Gulag.
Os ativistas da Crimeia reclamam o reconhecimento de Sürgünlik como genocídio.